# 네지드-하사 토후국
네지드-하사 토후국(아랍어: إمارة نجد والأحساء 이마라 네지드 왈아흐사[*]) 혹은 사우디 제3왕국은 1902년~1921년까지 존재했던 사우디 제3국의 2기 국가이다. 사학자들은 리야드 토후국으로 불르기도 했다. 사우드 가문이 이끄는 군주 국가이다. 이 토후국은 사우드 가문이 오스만이 장악하고 있던 알아흐사를 정복했을 때 세워졌다. 1915년 이후에는 영국의 보호령이 된다. 이후 네지드 술탄국으로 승계되어 현대 사우디아라비아의 토대가 되었다.

## 같이 보기
- 사우디아라비아의 역사
- 사우디아라비아의 통일
- 디리야 토후국
- 네지드 토후국
- 자발 샴마르 토후국
- 헤자즈 왕국
- 네지드-헤자즈 왕국